# Eumelea punicearia
Eumelea punicearia là một loài bướm đêm trong họ Geometridae.